# Вешняков, Александр Альбертович
Алекса́ндр Альбе́ртович Вешняко́в (род. 24 ноября 1952, дер. Байкалово, Приморский район, Архангельская область, РСФСР, СССР) — российский государственный деятель, дипломат. Чрезвычайный и полномочный посол Российской Федерации в Латвийской Республике (2008—2016), третий председатель Центральной избирательной комиссии РФ (1999-2007).

## Образование
- 1973 год — Архангельское мореходное училище.
- 1979 год — Ленинградское высшее инженерное морское училище имени адмирала С. О. Макарова.
- Ленинградская высшая партийная школа.
- 1995 год — Дипломатическая академия МИД России по специальности «Международное право».
- 1997 год — кандидат юридических наук. Защитил диссертацию на тему «Избирательные стандарты в международном праве и их реализация в законодательстве Российской Федерации».

## Биография
В 1973—1979 годах работал на судах Северного морского пароходства.
С 1979 года — заместитель секретаря комитета ВЛКСМ Северного морского пароходства, затем — старший инспектор отдела организации работы с моряками загранплавания Северного морского пароходства.
С 1983 года — заместитель секретаря парткома Северного речного пароходства.
С 1985 года — секретарь парткома Северного речного пароходства.
В 1987—1990 годах — секретарь Архангельского горкома КПСС и депутат Архангельского городского Совета народных депутатов.
В 1990—1993 годах — народный депутат РСФСР, член Верховного Совета Российской Федерации.
В 1990—1991 годах — заместитель председателя Совета Республики Верховного Совета Российской Федерации.
В 1991—1993 годах — председатель подкомиссии Комиссии Совета Республики по транспорту, связи, информатике и космосу.
12 декабря 1991 года, являясь членом Верховного Совета РСФСР, проголосовал за ратификацию беловежского соглашения о прекращении существования СССР.
С ноября 1993 года — советник Департамента морского транспорта Министерства транспорта Российской Федерации.
С марта 1994 года работал в Центральной избирательной комиссии Российской Федерации. 21 марта 1995 года избран секретарём Центральной избирательной комиссии Российской Федерации. С 10 февраля 1999 года — член Центральной избирательной комиссии Российской Федерации нового состава. 24 марта 1999 года избран председателем Центральной избирательной комиссии Российской Федерации нового состава. С августа 2000 года являлся руководителем Рабочей группы, образованной распоряжением президента России для подготовки предложений по совершенствованию законодательства о выборах. 26 марта 2003 года вновь избран главой ЦИК России.
В качестве секретаря и председателя ЦИК провёл выборы:
- Выборы в Государственную думу (1995);
- Выборы президента России (1996);
- Выборы в Государственную думу (1999);
- Выборы президента России (2000);
- Выборы в Государственную думу (2003);
- Выборы президента России (2004).

Был одним из сторонников и инициаторов реформы верхней палаты и отказа от мажоритарной системы выборов в пользу пропорциональной.
26 марта 2007 года истёк срок полномочий прежнего состава ЦИК России, включая его председателя Александра Вешнякова. В новый состав ЦИК России Вешняков не вошёл. Его место занял В. Е. Чуров.
26 марта 2007 года награждён орденом «За заслуги перед Отечеством» II степени.
15 октября 2007 года Совет Федерации дал согласие на назначение А. А. Вешнякова послом России в Латвии. 11 января 2008 года был назначен чрезвычайным и полномочным послом Российской Федерации в Латвии. 12 февраля 2008 года вручил верительные грамоты президенту Латвии Затлерсу. 15 декабря 2016 года освобождён от обязанностей чрезвычайного и полномочного посла Российской Федерации в Латвийской Республике.

### Наблюдательская работа
В конце 2000 года был наблюдателем на выборах президента США.

## Семья
Вешняков женат, у него двое детей — сын Алексей и дочь Анжела, двое внуков.

## Награды
- Орден «За заслуги перед Отечеством» II степени (27 марта 2007) — за большой вклад в укрепление российской государственности, развитие и совершенствование избирательной системы Российской Федерации[3][4]
- Орден «За заслуги перед Отечеством» III степени (30 декабря 2004) — за заслуги в укреплении российской государственности, развитии избирательной системы и многолетнюю добросовестную работу[4][5]
- Орден «За заслуги перед Отечеством» IV степени[4]
- Орден Почёта (13 декабря 2012) — за большой вклад в реализацию внешнеполитического курса Российской Федерации и многолетнюю добросовестную работу[6]
- Медаль «Защитнику свободной России» (20 августа 1997) — за исполнение гражданского долга при защите демократии и конституционного строя 19-21 августа 1991 года[7][8]
- Юбилейная медаль «300 лет Российскому флоту»
- Медаль «В память 850-летия Москвы»[8]
- Орден «Содружество» (3 декабря 2004, Межпарламентская ассамблея СНГ) — за активное участие в деятельности Межпарламентской Ассамблеи и её органов, вклад в укрепление дружбы между народами государств — участников Содружества[9]

## Дипломатический ранг
- Чрезвычайный и полномочный посол (29 апреля 2009)[10].

На посту посла России в Латвии Александр Альбертович содействовал получению финансовой помощи на строительство храма Успения Пресвятой Богородицы в Балви взамен сгоревшего в 1985 году. 10 февраля 2012 года в деревне Захарово Великолукского района Псковской области был отслужен молебен на начало возведения сруба, который начали изготавливать здесь из отборного строевого леса. 3 мая делегация Псковской области во главе с губернатором Андреем Турчаком вручила митрополиту Рижскому и Всея Латвии Александру сертификат о дарении деревянной церкви городу Балви, а 25 октября сруб был доставлен пятью фурами из России. 13 декабря построенный сруб торжественно передан приходу храма. Благодарственный молебен совершил епископ Даугавпилсский Александр.

## Общественная деятельность
При содействии Александра Вешнякова в 2004 году была восстановлена церковь Николая Чудотворца в селе Конецдворье Приморского района Архангельской области, в котором находится дом его матери — Марии Григорьевны Вешняковой.